# Invicta Racing
Invicta Racing es un equipo de automovilismo británico que actualmente compite en el Campeonato de Fórmula 2 de la FIA. Propiedad del fabricante de relojes Invicta Watch Group, el equipo comenzó a competir en 2024 luego de absorber gradualmente al equipo Virtuosi Racing, un proceso que completó en 2025.

## Historia
El origen de Invicta Racing se remonta a un acuerdo de patrocinio firmado entre el equipo de Fórmula 2 Virtuosi Racing y la empresa de relojes Invicta en 2023. Inicialmente compitiendo como «Invicta Virtuosi Racing», la asociación produjo tres victorias para Jack Doohan en ese año.
En diciembre de 2023, Invicta anunció que había comprado una participación accionaria en el equipo, lo que marcó el nacimiento de «Invicta Racing» mientras Virtuosi aún controlaba las operaciones del equipo. Con Doohan pasando a ser piloto de pruebas y reserva del Alpine F1 Team y Amaury Cordeel pasando a Hitech, el equipo tenía una alineación de pilotos completamente nueva para 2024, con Kush Maini, y el campeón 2023 de Fórmula 3, Gabriel Bortoleto. Resultó ser una temporada decisiva para ambas partes, ya que Bortoleto obtuvo dos victorias y venció por poco a Isack Hadjar de Campos Racing por el título en su año como debutante, obteniendo así el ascenso a la Fórmula 1 con Kick Sauber. Los puntos de Maini a su vez ayudaron a Invicta a conseguir el Campeonato de Escuderías.
En marzo de 2025, Invicta completó la adquisición del equipo de Fórmula 2 y se separó por completo de Virtuosi. Posteriormente, la empresa sufrió cambios de gestión: James Robinson fue nombrado director ejecutivo y director del equipo en lugar de Andy Roche, que siguió siendo consultor, mientras que el ingeniero sénior Geoff Spear se convirtió en director del equipo. Para su primera temporada como escudería independiente, Invicta Racing fichó al campeón 2024 de Fórmula 3, Leonardo Fornaroli, y al veterano de F2, Roman Staněk.

## Línea de tiempo
| Categorías actuales               | Categorías actuales |
| --------------------------------- | ------------------- |
| Campeonato de Fórmula 2 de la FIA | 2024-               |